# Olympische Sommerspiele 1932/Teilnehmer (Niederlande)
| Gelbes Symbol für Goldmedaillen mit stilisierten Olympischen Ringen | Graues Symbol für Silbermedaillen mit stilisierten Olympischen Ringen | Braundes Symbol für Bronzemedaillen mit stilisierten Olympischen Ringen |
| ------------------------------------------------------------------- | --------------------------------------------------------------------- | ----------------------------------------------------------------------- |
| 2                                                                   | 5                                                                     | —                                                                       |

Die Niederlande nahm an den Olympischen Sommerspielen 1932 in Los Angeles mit einer Delegation von 45 Athleten (30 Männer und 15 Frauen) an 29 Wettkämpfen in neun Sportarten teil.
Die niederländischen Sportler gewannen zwei Gold- und fünf Silbermedaillen. In den Kunstwettbewerben sicherten sich die niederländischen Künstler eine Bronzemedaille, die aber nicht im offiziellen Medaillenspiegel berücksichtigt wurde, in dem die Niederlande den 13. Platz belegte. Olympiasieger wurden der Radsportler Jacobus van Egmond im Bahnrad-Sprint und Charles Pahud de Mortanges im Einzel des Vielseitigkeitsreitens. Fahnenträger bei der Eröffnungsfeier war Charles Pahud de Mortanges.

## Teilnehmer nach Sportarten

### Fechten
Männer
- Doris de Jong
Florett: in der 2. Runde ausgeschieden
Degen: in der 2. Runde ausgeschieden
Säbel: in der 1. Runde ausgeschieden

Frauen
- Johanna de Boer
Florett: 6. Platz

### Kunstwettbewerbe
- Jan Wils
- Jaap Weyand
- Menno van Meeteren Brouwer
- Chris van der Hoef
- Piet van der Hem
- Willy Sluiter
- Jos Seckel
- W. Schaap
- Kees Roovers
- Cornelis Mension
- Jos Lussenburg
- Cornelis Kloos
- J. B. Kan
- Isaac Israëls
- Marian Gobius
- Corry Gallas
- Jan Feith
- Toon Dupuis
- Agnes Canta
- Walther Boer
- Gerard Westermann
Zeichnungen und Aquarelle: Bronze

### Leichtathletik
Männer
- Christiaan Berger
100 m: Vorläufe
200 m: Vorläufe

- Willem Peters
Dreisprung: 5. Platz

Frauen
- Tollien Schuurman
100 m: Halbfinale
4-mal-100-Meter-Staffel: 4. Platz

- Cor Aalten
100 m: Halbfinale
4-mal-100-Meter-Staffel: 4. Platz

- Bep du Mée
100 m: Vorläufe
4-mal-100-Meter-Staffel: 4. Platz

- Jo Dalmolen
4-mal-100-Meter-Staffel: 4. Platz

- Lien Gisolf
Hochsprung: 4. Platz

### Moderner Fünfkampf
- Willem van Rhijn
16. Platz

### Radsport
- Jacobus van Egmond
Bahn Sprint: Gold 
Bahn 1000 m Zeitfahren: Silber 
Bahn Tandem: 4. Platz

- Bernard Leene
Bahn Tandem: 4. Platz

### Reiten
- Charles Pahud de Mortanges
Vielseitigkeit: Gold 
Vielseitigkeit Mannschaft: Silber

- Karel Schummelketel
Vielseitigkeit: 6. Platz
Vielseitigkeit Mannschaft: Silber

- Aernout van Lennep
Vielseitigkeit: 9. Platz
Vielseitigkeit Mannschaft: Silber

### Rudern
- Pieter Roelofsen
Zweier ohne Steuermann: 4. Platz

- Godfried Roëll
Zweier ohne Steuermann: 4. Platz

### Schwimmen
Frauen
- Zus Philipsen-Braun
400 m Freistil: im Vorlauf ausgeschieden
100 m Rücken: im Vorlauf ausgeschieden

- Marie Vierdag
100 m Freistil: im Vorlauf ausgeschieden
4-mal-100-Meter-Freistil-Staffel: Silber

- Puck Oversloot
400 m Freistil: im Vorlauf ausgeschieden
100 m Rücken: im Vorlauf ausgeschieden
4-mal-100-Meter-Freistil-Staffel: Silber

- Corrie Laddé
100 m Freistil: im Halbfinale ausgeschieden
4-mal-100-Meter-Freistil-Staffel: Silber

- Willy den Ouden
100 m Freistil: Silber 
4-mal-100-Meter-Freistil-Staffel: Silber

### Segeln
- Bob Maas
Snowbird: Silber 
Star: 6. Platz

- Jan Maas
Star: 6. Platz